# Nieuwe Kunstschool
De Nieuwe Kunstschool was van 1934 tot 1941 een Nederlandse instelling voor kunstonderwijs in Amsterdam, opgericht door Jan Havermans, Paul Citroen en Charles Roelofsz.
De ateliers bevonden zich op Reguliersdwarsstraat 73 en het secretariaat op Kerkstraat 235 tweehoog, het adres van Citroen. In 1934 trok de aanvankelijk primitief ingerichte school enige vakbekwame leraren aan, waaronder Rachel Fernhout-Pellekaan. Eva Besnyö werd genoemd als docent fotografie. In de korte tijd van haar bestaan kon de school de concurrentie goed aan met het indertijd nogal conservatieve Instituut voor Kunstnijverheidsonderwijs (nu de Rietveld Academie).
De nieuwe school werkte vooral met de ervaringen opgedaan door Paul Citroen bij het Duitse Bauhaus. Er is een goed beeld te vormen van het onderwijs dat vanaf het begin in deze particuliere, ongesubsidieerde kunstinstelling is gegeven, doordat Citroen van zijn eigen ervaringen bij het lesgeven aantekeningen bijhield en meerdere keren over zijn kunstonderwijs publiceerde. Naast de gebruikelijke vakken werden ook nieuwe onderdelen als typografie en mode gedoceerd. Daarmee was de school de eerste kunstzinnige modeopleiding in Nederland.
Van 1935 tot 1940 was de architect Alexander Bodon (1906-1993) aan de Nieuwe Kunstschool verbonden, eerst als leraar, daarna als directeur. Hans Jaffé (1915-1984), de latere directeur van het Joods Historisch Museum in Amsterdam, kwam na de machtsovername van Adolf Hitler in Duitsland in 1933 naar Amsterdam waar hij kunstgeschiedenis studeerde. Zijn eerste baan was die van docent aan de Nieuwe Kunstschool. Ook de fotograaf en ontwerper Paul Guermonprez gaf er les, evenals zijn compagnon Hajo Rose. Lessen fotografie werden gegeven in het fotoatelier van hun reclamebureau Co-op 2 in Amsterdam.
Bekende leerlingen waren onder andere Violette Cornelius, Galinka Ehrenfest, Benno Premsela en Otto Treumann.